# Prinsregent

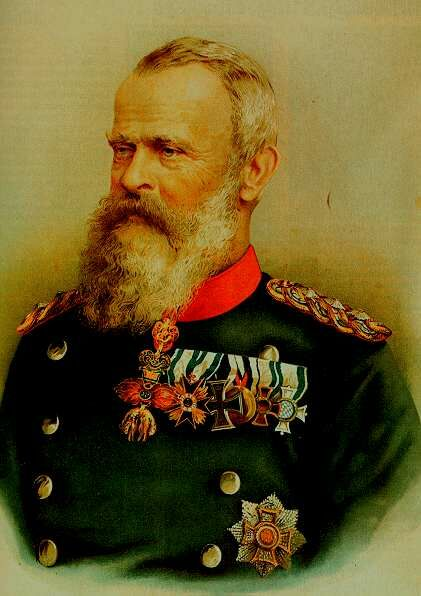
Prinsregenten Luitpold av Bayern (1821–1912).

Prinsregent (från franskans Prince Regnant) är en prins som tjänstgör som ställföreträdande vikarie för den ordinarie monarken – det vill säga kung eller regerande drottning. 
Anledningar till detta kan till exempel vara på grund av att den ordinarie monarken är: minderårig, är satt ur funktion på grund av sjukdom (ofta psykisk sjukdom eller senilitet), frånvaro (bortrest, oanträffbar eller saknad). 
Olika länder har haft olika definitioner och regelverk för när en prinsregent kan träda in.

## Historiska exempel
- Filip II av Orléans, förmyndarregent för sin kusins barnbarn (Ludvig XV av Frankrike) 1715–1721. [1]
- Fredrik (VI) av Danmark, prinsregent för sin psykiskt sjuke far (Kristian VII) 1781–1808.
- Johan (VI) av Portugal, prinsregent för sin psykiskt sjuka mor (Maria I) 1792–1816.
- Georg (IV) av Storbritannien, prinsregent för sin psykiskt sjuka far (Georg III) 1820–1830. Georg (IV):s tid som prinsregent brukar kallas för regency era och flera platser i London som Regent's Park och Regent Street tillkom under denna tid.
- Vilhelm (I) av Preussen, prinsregent för sin bror (Fredrik Vilhelm IV) efter slaganfall 1858–1861.
- Luitpold av Bayern, prinsregent för sina psykiskt sjuka brorsöner (Ludvig II och Otto I) 1886–1912.
- Paul av Jugoslavien, prinsregent för sin omyndige brorson (Peter II)  1934–1941.